# Kazai-Suzanne Kragbé
Pour les articles homonymes, voir Kragbé.
Kazai-Suzanne Kragbé, née le 22 décembre 1981, est une athlète ivoirienne spécialiste du lancer du disque. 

## Biographie
Elle remporte la médaille d'or aux Jeux africains de 2011 à Maputo.
Elle détient le record de Côte d'Ivoire de la spécialité, avec un lancer à 59,61 m 
obtenu le 27 juin 2014 à Tomblaine.

### Palmarès
| Date | Compétition             | Lieu        | Résultat | Performance |
| ---- | ----------------------- | ----------- | -------- | ----------- |
| 2005 | Jeux de la Francophonie | Niamey      | 3e       | 48,72 m     |
| 2006 | Championnats d'Afrique  | Bambous     | 3e       | 49,05 m     |
| 2007 | Jeux africains          | Maputo      | 4e       | 51,43 m     |
| 2008 | Championnats d'Afrique  | Addis-Abeba | 2e       | 49,52 m     |
| 2009 | Jeux de la Francophonie | Beyrouth    | 2e       | 53,68 m     |
| 2010 | Championnats d'Afrique  | Nairobi     | 2e       | 55,53 m     |
| 2011 | Jeux africains          | Maputo      | 1re      | 56,56 m     |
| 2012 | Championnats d'Afrique  | Porto-Novo  | 3e       | 54,56 m     |
| 2013 | Jeux de la Francophonie | Nice        | 1re      | 55,58 m     |

### Records
| Épreuve          | Performance  | Lieu      | Date         |
| ---------------- | ------------ | --------- | ------------ |
| Lancer du disque | 59,61 m (NR) | Tomblaine | 27 juin 2014 |